# Espaço de endereçamento

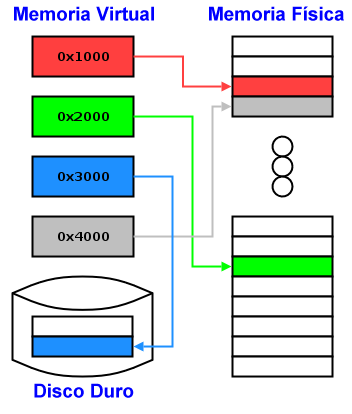
Memória virtual e seu relacionamento com a memória física (principal e secundária).

Em informática, um espaço de endereçamento define uma faixa de endereços discretos, cada um dos quais pode corresponder a um registrador físico ou virtual, um nodo de rede, dispositivo periférico, setor de disco ou outra entidade lógica ou física.

## Explicação
Um endereço de memória identifica uma locação física na memória de um computador de forma similar ao de um endereço residencial em uma cidade. O endereço aponta para o local onde os dados estão armazenados, da mesma forma como o seu endereço indica onde você reside. Na analogia do endereço residencial, o espaço de endereçamento seria uma área de moradias, tais como um bairro, vila, cidade ou país. Dois endereços podem ser numericamente os mesmos, mas se referirem a locais diferentes se pertencem a espaços de endereçamento diferentes. É o mesmo que você morar na "Rua Central, 32", enquanto outra pessoa reside na "Rua Central, 32" numa outra cidade qualquer.

## Exemplos de espaços de endereçamento

### Em informática
- Endereço IP
- Memória principal (memória física)
- Memória virtual
- Espaço de portas de E/S
- O esquema CHS dos HDs
  - Exemplos específicos para o núcleo Linux:
    - Espaço de endereçamento virtual do núcleo.
    - Espaço de endereçamento virtual do usuário, acessado pelo núcleo através das funções copy_to_user(), copy_from_user() e similares.
    - Memória E/S, acessada através de readb(), writel(), memcpy_toio(), etc.

### No mundo exterior
- Números de residências em endereços de ruas
- CEP (Código de Endereçamento Postal, no Brasil)

### Em inglês
- (em inglês)-Network Host Address Assignment por Yau-Man Chan em Universidade de Berkeley. Acessado em 20 de agosto de 2007.

### Em português
- (em português)-Modos de endereçamento de memória em Universidade Nova de Lisboa. Acessado em 20 de agosto de 2007.
- (em português)-Por dentro do computador - 10 em Novo Milênio. Acessado em 20 de agosto de 2007.
- (em português)-Espaço de endereçamento em IME-USP. Acessado em 25 de agosto de 2007.